# Mauritius Wilde
Mauritius Wilde (Hildesheim, 27 maggio 1965) è un presbitero e religioso tedesco.
È membro dell'Abbazia di Münsterschwarzach situata in Baviera, Germania, che fa parte della Congregazione di Sant'Ottilia. Nel 2016 è stato nominato dall'Abate Primate della Confederazione Benedettina per servire come Priore dell'Abbazia Benedettina Primaziale di Sant'Anselmo a Roma.

## Biografia
Wilde è nato a Hildesheim, in Germania, da Werner e dalla dottoressa Elfriede (nata Brunbauer) Wilde, e ha un fratello maggiore. Ha frequentato il "Gymnasium Josephinum Hildesheim" dal 1976 al 1985 prima di entrare nella vita benedettina.

### Vita monastica
Wilde entrò nell'abbazia di Münsterschwarzach all'età di 19 anni e gli fu dato alla sua professione monastica nel 1986 il nome "Mauritius" in onore di San Maurizio. In seguito avrebbe studiato filosofia e teologia alla Julius-Maximilians-Universität Würzburg ricevendo un diploma nel 1992. Ha continuato i suoi studi teologici all'Università di Tubinga dove si è specializzato sul mistico domenicano tedesco Meister Eckhart e nel 2000 ha ricevuto il dottorato con una tesi intitolata "Das Neue Bild vom Gottesbild. Bild und Theologie bei Meister Eckhart".
Il suo primo incarico fu quello di prefetto nel collegio del monastero di "Egbert-Gymnasium Münsterschwarzach", ma lavorò anche nella pastorale giovanile e vocazionale. In seguito sarebbe stato nominato direttore della casa editrice dell'Abbazia conosciuta come "Vier-Türme-Verlag", servendo dal 1999 al 2010. In linea con la tradizione missionaria della Congregazione benedettina di San'Ottilia, sarebbe stato assegnato nel 2011 come Priore del Priorato di Cristo Re situato a Schuyler, Nebraska, USA. Durante il suo tempo lì ha ampliato il suo lavoro missionario attraverso l'offerta di ritiri spirituali, blog, social media e podcasting.
Il 23 settembre 2016, l'Abate Primate Gregory Polan della Confederazione Benedettina, ha nominato Wilde come nuovo Priore dell'Abbazia Primaziale di Sant'Anselmo situata a Roma, Italia. Questa nomina lo ha reso anche Rettore del Collegio di Sant'Anselmo, che è un collegio ecclesiastico residenziale nella tradizione romana. Il "Collegio Sant'Anselmo" serve sia come casa di formazione per i benedettini, ma anche come residenza per oltre cento monaci provenienti da circa quaranta paesi, religiosi, sacerdoti diocesani e laici. Offre un ambiente monastico per coloro che studiano al Pontificio Ateneo di Sant'Anselmo o in altre università pontificie romane. Wilde sarebbe stato successivamente nominato per servire anche come docente e professore al Pontificio Ateneo di Sant'Anselmo, specializzandosi in Teologia Spirituale e Regola di San Benedetto. Data la sua competenza in tedesco, italiano e inglese, insieme alla sua esperienza nella teologia spirituale e nell'uso della tecnologia dei media digitali, è stato anche chiamato a offrire commenti spirituali attraverso il "Vatican News" internazionale.
Il 24 novembre 2021 si è svolta la Prima Assemblea Generale L’Associazione del Rettori dei Collegi Ecclesiastici di Roma, che è stata anche elettiva delle nuove autorità che coordineranno le attività e rappresenteranno dei rettori associati. Wilde è stato eletto nuovo presidente dell'Associazione.

## Opere

### Pubblicazioni
Wilde ha una serie di pubblicazioni in tedesco, inglese, italiano, croato e spagnolo. Le sue opere sono catalogate nel Biblioteca nazionale tedesca. Alcune delle sue pubblicazioni includono:
- (DE) Das neue Bild vom Gottesbild: Bild und Theologie bei Meister Eckhart, Freiburger Universitätsverlag 2000 (ISBN 9783727812989)
- (DE) Der spirituelle Weg: Die Entwicklung des Benedikt von Nursia, Vier-Türme-Verlag 2001 (ISBN 3878686307)
- (DE) Petrus und Paulus. Wer in Gruppen entscheidet: die Unternehmer-Verwalter-Typologie, Vier-Türme-Verlag 2003 (ISBN 9783878682844)
- Io non ti capisco. Il viaggio del cuore del Piccolo principe, Edizioni Messaggero, Padova 2006 (ISBN 9788825014617)
- Rispetto. L'arte della stima reciproca, Edizioni Messaggero, Padova 2012 (ISBN 9788825026382)
- Uscire allo scoperto. Perché non bisogna nascondere la propria fede, Editrice Queriniana, Brescia 2019 (ISBN 9788839931887)
- Sobrietà. L'arte di custodire un cuore vigile, Editrice Queriniana, Brescia 2021 (ISBN 9788839938022)

### Articoli su riviste
- (DE) Der sie bei Tag und Nacht verklagte..., Erbe und Auftrag (2019, vol. 4, pp. 375-386)
- (DE) Formation– Ideen, Institutionen, Erfahrungen (con David Forster, Bruno Rieder, Justina Metzdorf, Paulus Koci), Erbe und Auftrag (2020, vol. 2, pp. 164-178)